# Karl Fick
Karl Fritz Johannes Fick (* 3. Dezember 1881 in Fackenburg; † 3. Mai 1945 beim Untergang der Cap Arcona in der Lübecker Bucht) war ein deutscher sozialdemokratischer Politiker.

## Leben und Wirken
Karl Fick war der Sohn des Landarbeiters Heinrich Friedrich Fick und Catharina Elisabeth geborene Gößler. Er wuchs mit vier Brüdern in einem sozialdemokratischen Elternhaus in Stockelsdorf auf und erlernte den Beruf eines Zimmermanns. Sein älterer Bruder Heinrich Fick (1874–1953), der Maurer geworden war, wurde bereits 1911 als sozialdemokratischer Abgeordneter für den Landesteil Lübeck in den Landtag des Großherzogtums Oldenburg (Ostfriesland) gewählt. Der Landesteil Lübeck (vorher Fürstentum Lübeck) entsprach etwa dem Kreis Eutin. Er wurde 1773 mit dem Herzogtum Oldenburg (ab 1919 Freistaat Oldenburg) zusammengelegt und 1937 Schleswig-Holstein zugeschlagen.
Karl Fick betreute in jungen Jahren die Jugendgruppe der Stockelsdorfer SPD. Er organisierte dort außer der politischen Arbeit auch Freizeitveranstaltungen wie Wanderungen und Theaterspiele, die u. a. bei Veranstaltungen der Liedertafel zur Aufführung kamen. 1899 trat er der SPD bei. In der Zeit der Weimarer Republik gehörte er dem Landesvorstand der SPD an. Am 18. August 1906 heiratete er Adolphine Elisabeth Caroline Schnerke in Lübeck. Aus der Ehe gingen zwei Söhne hervor.
Mit Beginn des Ersten Weltkrieges meldete sich Fick freiwillig zum Kriegsdienst und kämpfte unter anderem 1917 an der Westfront in Flandern und Frankreich. Mit doppelten Leistenbrüchen und vorübergehend totalem Gehörverlust lag er 1917 ein halbes Jahr in einem Lazarett in Harburg und wurde schließlich als kriegsdienstunfähig entlassen. Zwei seiner Brüder waren im Verlauf des Krieges in Ostpreußen und in Polen gefallen.
Den Beruf als Zimmermann konnte Fick nach Kriegsende wegen der Kriegsverletzungen nicht wieder aufnehmen. Er fand Arbeit als Gewerkschaftsangestellter und wurde Kreisleiter des Deutschen Landarbeiterverbandes. Auch für die SPD war er sofort nach Kriegsende wieder aktiv, zunächst im November 1918 im Arbeiter- und Soldatenrat und dann ab 1919 als Mitglied im Stockelsdorfer Gemeinderat sowie im Landesausschuss (Kreistag) in Eutin. 1922 wurde er Mitglied im Landtag in Oldenburg, dem er zwölf Jahre angehörte. Er war vom 23. Januar 1923 bis 1933 Mitglied im Finanzausschusses des Landtags. Hier setzte er sich für die Verbesserung der Lebensverhältnisse der Arbeitnehmer und der sozial benachteiligten Menschen ein. Schwerpunkt seiner politischen Arbeit war die Verbesserung der Infrastruktur im Landesteil Lübeck. Im Mittelpunkt standen dabei der Straßen- und Wegebau sowie der Ausbau der Gemeinschaftseinrichtungen, wie der Entsorgung in den Bädern an der Lübecker Bucht und die Fortführung des sich laufend verzögernden Baues der Eisenbahnanbindung von Bad Schwartau nach Neustadt. Beruflich war er 1920 bis 1933 hauptamtlicher Kreisleiter des Landarbeiterverbandes in Stockelsdorf.
Im Eutiner Landesausschuss und im Oldenburger Landtag geriet Fick zunehmend in heftige Auseinandersetzungen mit den Nationalsozialisten, besonders mit dem Eutiner Rechtsanwalt Johann Heinrich Böhmcker. Als SA-Gruppenführer war dieser unter anderem für brutale Saal- und Straßenschlachten in Eutin verantwortlich (was zu seinem Spitznamen „Latten-Böhmker“ führte).
Nachdem bei der Landtagswahl am 29. Mai 1932 die NSDAP im Oldenburger Parlament (als erstes Land im Deutschen Reich) die absolute Mehrheit der Sitze erhielt, wurde Böhmcker zum Regierungspräsidenten für den Landesteil Lübeck ernannt. Mit seiner fanatischen politischen Einstellung und persönlichen Feindschaft war er wohl einer der Hauptverantwortlichen für Ficks weiteres Schicksal. Bereits am 11. März 1933 wurde Fick verhaftet und ins provisorische KZ Eutin eingeliefert. Zahlreiche Bemühungen seiner Familie, eine Entlassung zu erreichen, scheiterten durch Böhmckers Interventionen und massive Repressalien der Familie gegenüber. Am 29. August 1933 wurde Fick dann doch entlassen, aber die Repressalien durch Böhmcker setzten sich fort.

Fick wurde aus dem Deutschen Landarbeiterverband ausgeschlossen und verlor seinen Arbeitsplatz. Er fand erst Anfang 1935 Arbeit als Handlungsreisender bei der Walkenrieder Dampfwaschseifenfabrik Genzel im Harz. Der Antrag auf einen Gewerbeschein für den Landesteil Lübeck wurde jedoch von der Regierung in Eutin mit dem Argument der politischen Unzuverlässigkeit abgelehnt. Eine Klage gegen diese Entscheidung vor dem Oberverwaltungsgericht Oldenburg hatte keinen Erfolg. Die Begründung des Urteils vom 10. Juli 1935 folgt den Eutiner Argumenten: „…Die Versagung setzt nicht den Nachweis einer Absicht voraus, das Gewerbe zu staatsfeindlichen Zwecken zu missbrauchen. Es genügt vielmehr schon das Vorliegen der Tatsachen, die eine Annahme rechtfertigen“. Die Folgen dieses Urteils waren zunächst allerdings auf den Freistaat Oldenburg beschränkt; außerhalb des Landes übte Fick unter der offiziellen Berufsangabe „Lagerist“ seine neue Tätigkeit aus.

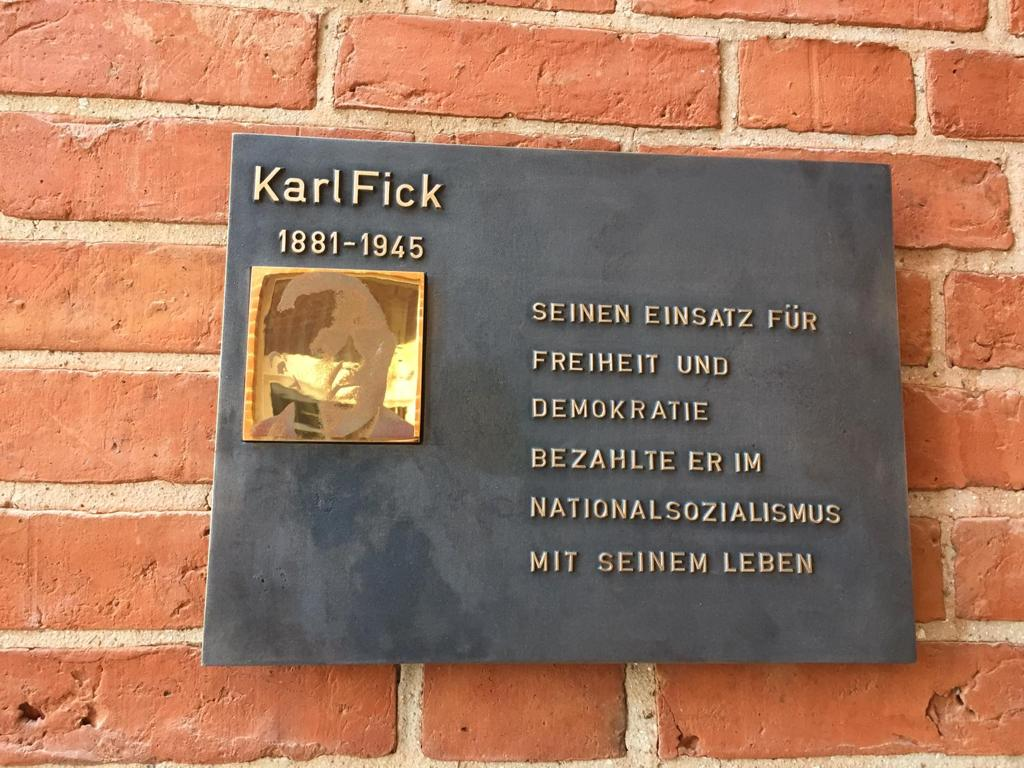
Gedenktafel für Karl Fick im Foyer des Stockelsdorfer Rathauses

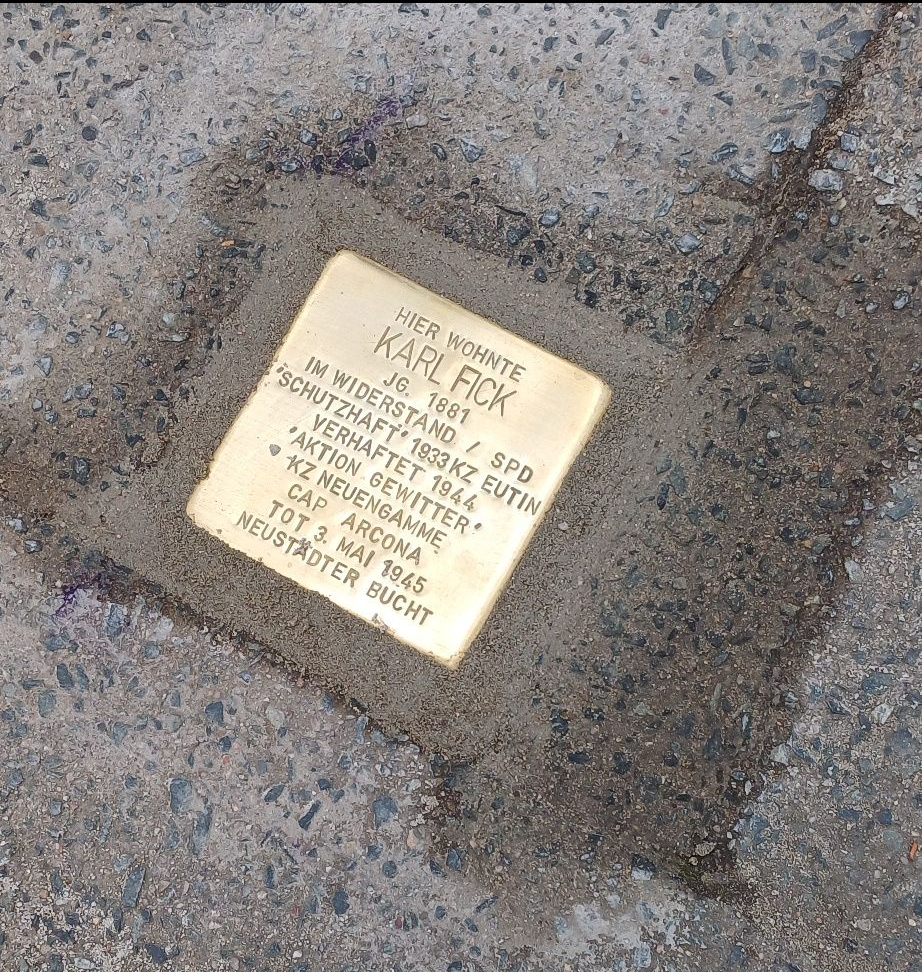
Stolperstein von Karl Fick

Nach dem Tod seiner Ehefrau heiratete Fick am 4. Januar 1941 Doris Sophie Helene Voß, geb. Ehlers, aus Bad Schwartau. Nach dem Attentat vom 20. Juli 1944 auf Hitler wurde Fick am 22. August 1944 im Rahmen der Verhaftungsaktion „Gewitter“ erneut festgenommen und ins KZ Neuengamme gebracht. Er verlor sein Leben beim Untergang der zum schwimmenden KZ umfunktionierten Cap Arcona am 3. Mai 1945 in der Lübecker Bucht.
Karl Fick war ein Stockelsdorfer Politiker, dessen Wirken weit über den Ort hinausging. Sein Engagement für den Landesteil Lübeck zeigen die noch vorhandenen Unterlagen des Oldenburger Landtages im Niedersächsischen Staatsarchiv.

## Würdigung
- Am 23. April 2024 wurde für Karl Fick an seinem letzten Wohnort in Stockelsdorf ein Stolperstein gesetzt. Der Stolperstein wurde auf Initiative Stockelsdorfer Konfirmanden im Beisein der Familie von Karl Fick gesetzt.[1]
- Am 3. Mai 2019 wurde zu Ehren von Karl Fick im Stockelsdorfer Rathaus eine Gedenktafel enthüllt.
- Broschüre über Karl Fick vom SPD-Ortsverein Stockelsdorf, erstellt von Ulrich Meyenborg